# Pawły (województwo warmińsko-mazurskie)
Pawły (niem. Paulen) – wieś w Polsce położona w województwie warmińsko-mazurskim, w powiecie braniewskim, w gminie Pieniężno.
W latach 1975–1998 miejscowość położona była w województwie elbląskim. Wieś znajduje się w historycznym regionie Warmia.
Pawły lokowane zostały na prawie chełmińskim w 1347 roku. Pierwotna nazwa prawdopodobnie pochodzi od imienia zasadźcy. W roku 1939 zamieszkiwało ją 227 mieszkańców w 46 gospodarstwach domowych.